# Amapá (microregio)
Amapá is een van de vier microregio's van de Braziliaanse deelstaat Amapá. Zij ligt in de mesoregio Norte do Amapá en grenst aan de Atlantische Oceaan in het oosten, de mesoregio Sul do Amapá in het zuiden en de microregio Oiapoque in het westen en noorden. De microregio heeft een oppervlakte van ca. 20.837 km². Midden 2004 werd het inwoneraantal geschat op 17.939.
Drie gemeenten behoren tot deze microregio:
- Amapá
- Pracuúba
- Tartarugalzinho

Mesoregio's: Norte do Amapá · Sul do Amapá

Microregio's: Amapá · Macapá · Mazagão · Oiapoque